# Термы Тита

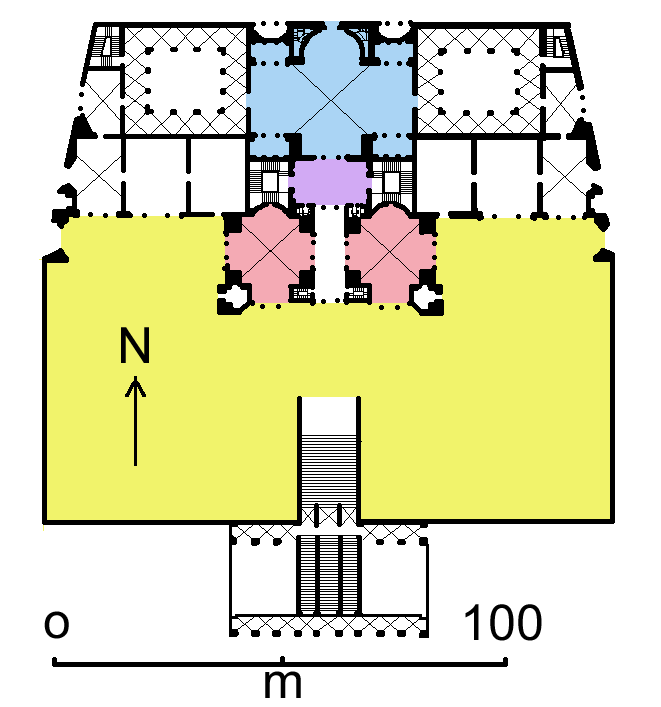
План терм Тита

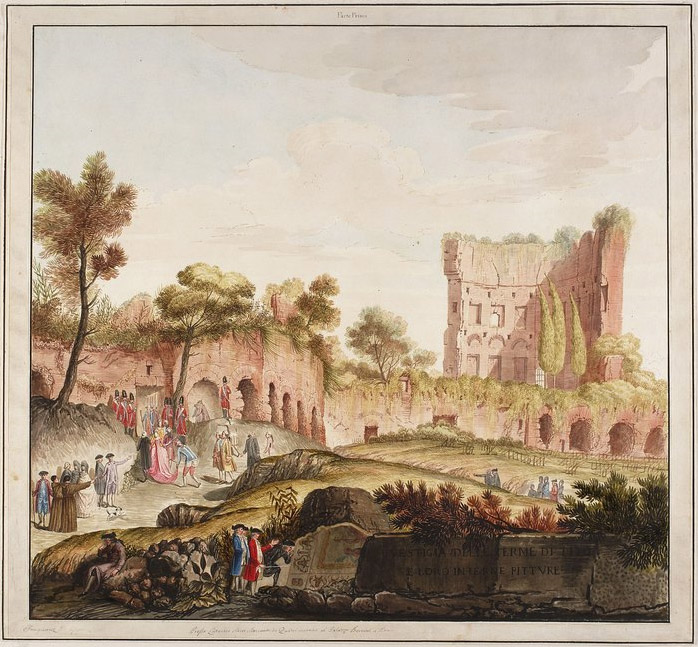
Термы Тита в Риме. Раскрашенный акварелью офорт Марко Карлони по рисунку Ф. Смуглевича и В. Бренны. 1776. Национальный музей, Варшава

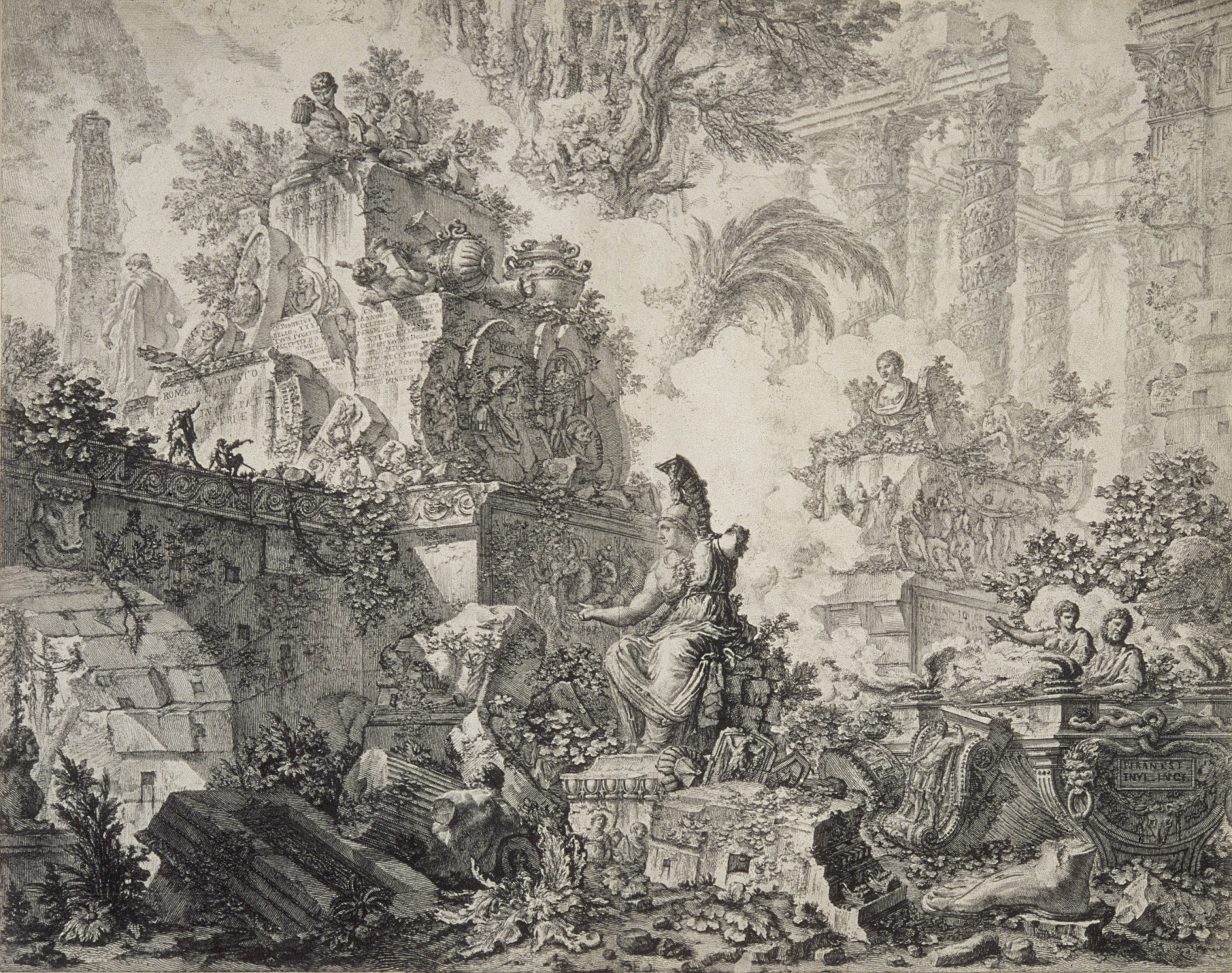
Дж. Б. Пиранези Вид на руины второго этажа здания терм императора Тита. Офорт

Термы Тита (лат. Thermae Titi) — публичные бани (термы), построенные в Риме в 80 году н. э. императором Титом.
Комплекс терм примерно 125×120 м располагался на Эсквилине, на территории, где прежде находился Золотой дом Нерона. Есть предположение, что термы Тита являются перестройкой терм, существовавших на территории Золотого дома. Позднее рядом с ними были построены более масштабные термы Траяна.
Термы ремонтировали в первой половине II века н. э. при Адриане и затем в 238 году (в Год шести императоров). Затем комплекс постепенно пришёл в упадок. Значительные части здания ещё стояли в XVI веке, когда Андреа Палладио зарисовал план комплекса. Найденная в развалинах терм гранитная чаша находится в Бельведерском дворике Ватикана.
Термы Тита были расписаны художником Фабуллом. Его фрески, до окончательного разрушения, скопировал французский гравёр Никола Понс, опубликовавший их в книге «Описание бань Тита» («Description des bains de Titus», Paris, 1786). Польский художник Ф. Смуглевич и итальянский архитектор Винченцо Бренна также делали зарисовки росписей. По этим рисункам создал раскрашенные акварелью офорты Марко Карлони. Ныне эти уникальные листы хранятся в фондах Национального музея в Варшаве.
Подобные изображения, в частности, послужили источником развития орнамента гротеска в западноевропейском изобразительном искусстве XVIII—XIX веков